# 江平 (法学家)
江平（1930年12月28日—2023年12月19日），原名江伟琏，生于遼寧大连，祖籍浙江宁波，中国大陸民法学者，中国政法大学终身教授、民商法学博士生导师，有“民法泰斗”之称。曾任中国政法大学校长、第七屆全国人大常委会委员兼法律委员会副主任、中国法学会副会长。曾参与制訂《中華人民共和國民法典》等法律法規，与佟柔、王家福、魏振瀛并称为“民法四先生”。

## 经历
江平的父亲江怀澄在银行工作，母亲王桂英是家庭主妇。1937年全家迁往上海，一年后转往北平。初中就读北平艺文中学，高中就读崇德中学（今北京三十一中）。1948年到1949年间在燕京大学新闻系学习，因参加中共的地下外围组织民主青年同盟而辍学。1949年参加了北平市团委筹备工作。1951年至1956年間，作为首批公派蘇聯的留学生，先后就读于喀山国立大学和莫斯科国立大学法律系，参加中国学生会工作，以全优成绩提前一年毕业，回国任教于北京政法学院民法教研室。在苏联留学期间，江平开始意识到名义上的社会主义并不能保证免于暴政的自由，回国后立志为自由而奋斗。
1957年因作為起草者同其他19名年轻教师写大字报对校政建言，及公开议论赫鲁晓夫的秘密报告而被打成右派，新婚妻子被迫与其离婚。后被派往北京西山劳动，被火车压断一条腿。1959年，以“摘帽右派”身份回到北京政法学院（今中國政法大學）外语教研室。1972年，学校解散，随部分教职工到安徽农村劳动。后被组织清除，被派往北京延庆中学教俄语。江平把他在苏联留学期间用奖学金买的法学书籍卖给收废品的人，为此写了一首五绝：“西天朝圣祖，读经寒窗苦。谁知归来后，卷卷皆粪土。”
1978年，北京政法学院复校，江平被恢复教职。1982年担任该学院副院长，1984年任中国政法大学副校长，1988年6月任校长。1990年2月15日因被中共認為支持学生运动而被免职，因此毕业证书签有江平姓名的中国政法大学学生仅1985级一届。江平曾在中国政法大学开学典礼上致辞：“我们要有信念，做到只向真理低头。”
1995年，北京仲裁委员会成立，江平担任第一届至第五届主任（任期至2012年），2001年10月被中國政法大學授予終身教授稱號。2012年，赴台湾参加首届「光華學者論壇」，受时任中华民国总统马英九接见。
2012年11月，他在北京的座谈上表示：“近年来中国司法改革倒退，公安和政法委权力过大是国家不幸，中国应建立法院权威和司法独立。要建立财产申报、审查和预算公开、差额及公开选举等各项制度，也应废除违法多年的劳动教养制度。”最终劳动教养制度在2013年底被全国人大常委会废除。
2023年12月19日12时28分，江平在北京中日友好醫院逝世，享年94岁。消息傳出後不久，財新網於下午一點半發表紀念悼文，同月23日早上，遗体告别仪式在北京市八宝山殡仪馆东礼堂举行，仪式上，朱镕基、温家宝、张德江、陈光中、应松年、张晋藩、金平、资中筠、张维迎等社会各界人士敬献了花圈。

## 法学贡献
江平是中国民法典的奠基者之一，参与起草了中国首个民权框架、物权法、合同法及公司法。他还负责起草了中国首部行政诉讼法。
江平主张以“宪政社会主义”取代中国特色社会主义，也就是将“中国特色”清晰地定义为宪政。他认为“我们国家现在有宪法，但还没有真正的宪政。就是说中国在民主、自由、人权方面还有很大距离。”

## 纪念
中国政法大学校内办有每年评选一次的“江平民商法奖学金”。

## 著作
| 书名                                 | 作者                      | 出版社             | 出版时间      | 页数  | ISBN               |
| ------------------------------------ | ------------------------- | ------------------ | ------------- | ----- | ------------------ |
| 中华人民共和国物权法精解             | 江平/主編                 | 中國政法大學出版社 | 2007年3月     | 350頁 | ISBN 9787562030386 |
| 民法學                               | 江平/主編                 | 中國政法大學出版社 | 2007年9月     | 829頁 | ISBN 9787562030911 |
| 我所能做的是呐喊                     | 江平                      | 法律出版社         | 2007年9月1日  | 213頁 | ISBN 9787503675911 |
| 中国律师办案全程实录·保險訴訟        | 江平                      | 法律出版社         | 2008年1月     | 305頁 | ISBN 9787503679032 |
| 物权法典型案例评析                   | 江平                      | 人民法院出版社     | 2008年2月     | 812頁 | ISBN 9787802175471 |
| 私权的呐喊——江平自選集               | 江平                      | 首都师范大学出版社 | 2008年12月1日 | 566頁 | ISBN 9787811194333 |
| 民法各论                             | 江平                      | 中國法制出版社     | 2009年1月     | 378頁 | ISBN 9787509307830 |
| 物權法                               | 江平                      | 法律出版社         | 2009年3月     | 452頁 | ISBN 9787503692888 |
| 沉浮与枯荣——八十自述                 | 江平/口述、陳夏紅/整理    | 法律出版社         | 2010年9月     | 497頁 | ISBN 9787511808578 |
| 共和国六十年法学论争实录·刑法卷      | 曲久新/主編、江平/總主編  | 廈門大學出版社     | 2010年9月     | 395頁 | ISBN 9787561533925 |
| 中国法治百年经纬                     | 郭道晖、江平、陈光中/合著 | 中国民主法制出版社 | 2015年8月1日  | 315頁 | ISBN 9787516209264 |
| 依然谨慎的乐观——法治中国的历史与未来 | 江平                      | 浙江人民出版社     | 2016年5月     | 240頁 | ISBN 9787213071614 |
| 法治天下——江平訪談錄                 | 江平、陳波/合著           | 法律出版社         | 2016年8月1日  | 569頁 | ISBN 9787511892911 |
| 民商法论要                           | 江平                      | 中國政法大學出版社 | 2019年2月     | 515頁 | ISBN 9787562080374 |

## 家庭
江平的第二任妻子崔琦于2022年7月去世，有一儿一女及两名孙辈。